# Sâne Morte
Sâne Morte – rzeka we Francji, przepływająca przez tereny departamentów Saona i Loara oraz Ain, o długości 54,6 km. Stanowi dopływ rzeki Sâne Vive.